# عملية كفار داروم
عملية كفار داروم هي عملية نفذها فدائيون من المقاومة الفلسطينية في 1 يناير 1992 قُرب مستوطنة كفار داروم (أُخليت لاحقًا في عام 2005) بجانب مدينة دير البلح.

## تفاصيل
نفذت كتائب الشهيد عز الدين القسام الجناح العسكري لحركة حماس عملية إطلاق نار في مستوطنة كفار داروم بجانب مدينة دير البلح صوب مستوطنيين إسرائيليين. نتج عنها مقتل حاخام المستوطنة «دورون شوشان». تُعد هذه أول عملية لجناح حركة حماس العسكري بعد تغيير اسمه من «مجاهدو فلسطين» إلى «كتائب القسام».